# Spodoptera pygmaea
Spodoptera pygmaea là một loài bướm đêm trong họ Noctuidae.